# Olof Kleberg
Olof Tönnes Finsen Kleberg, född 3 april 1938 i Johannebergs församling, Göteborg, är en svensk journalist.  
Kleberg var medlem i styrelsen för Sveriges Förenade Studentkårer  mellan 1963 och 1964, i styrelsen för Sveriges liberala studentförbund mellan 1966 och 1967 och redaktör för Liberal Debatt mellan 1973 och 1978.
Därefter arbetade han åren 1978–1980 som ledarskribent på dagstidningen Västerbottens-Kuriren i Umeå och 1980–1986 som politisk skribent på Dagens Nyheter innan han åren 1986–2001 innehade posten som chefredaktör för Västerbottens-Kuriren. Han har även medverkat i andra medier med artiklar inom politik och kultur, samt varit medlem av Rikspolisstyrelsens etiska råd och av Vetenskapsrådets etikkommitté. 
Kleberg har även efter sin aktiva tid som redaktör var flitig debattör i frågor som rör media och politik, inte minst om liberalernas vägval i samtidspolitiken.
I maj 2025 utsågs Kleberg till hedersdoktor vid den samhällsvetenskapliga fakulteten, Umeå universitet.
Olof Kleberg är son till Tönnes Kleberg och Valgerda Kleberg, född Finsen, bror till Lars Kleberg samt dotterson till Niels Ryberg Finsen. Han är sedan 1979 gift med Anna-Karin Lundin.

## Publikationer (i urval)
- Kleberg, Olof (1968). Tjeckoslovakien: experiment i demokrati och socialism. Världspolitikens dagsfrågor, 0042-2754 ; 1968:10. Stockholm: Utrikespolitiska institutet. Libris 646636
- Kleberg, Olof (1996). ”Medier, makt och medborgare.”. Demokratins utmaning / red: Claes Arvidsson (Stockholm : Ekerlid i samarbete med Studieförb. Vuxenskolan och Karl Staaffonden, 1996):  sid. 116-127. Libris 2314301
- Kleberg Olof, red (2005). Stridsfrågor och stilbildare: liberal press i 100 års samhällsdebatt (1. [uppl.]). Uppsala: Uppsala Publishing House. Libris 10018045. ISBN 91-7005-289-1
- Kleberg, Olof (2005). ”Fria medier har ansvar i demokratin”. Thule 2005(18),:  sid. [75]-91. 0280-8692. ISSN 0280-8692. Libris 9957920